# Eurytoma nikkoensis
Eurytoma nikkoensis är en stekelart som beskrevs av William Harris Ashmead 1904. Eurytoma nikkoensis ingår i släktet Eurytoma och familjen kragglanssteklar. Inga underarter finns listade i Catalogue of Life.